# Шелекетін Георгій Іванович
Георгій Іванович Шелекетін (1 квітня 1905, Харків — 1997) — український радянський волейболіст, суддя, тренер, педагог. Заслужений майстер спорту СРСР. Суддя міжнародної категорії.

## Життєпис
Засновник перших волейбольних команд і клубів на Слобожанщині.
Учасник німецько-радянської війни (начальник санітарного потяга).
Після війни працював доцентом катедри спортивних ігор Харківського державного педагогічного інституту.

## Нагороди
- Орден Вітчизняної війни II ступеня (СРСР, 1985)
- Орден Червоної зірки (СРСР, 1944)